# 赤阪鐵工所
株式会社赤阪鐵工所（あかさかてっこうしょ、英語: Akasaka Diesels Limited）は、東京都千代田区に本社を置く、日本の船舶用ディーゼル機関のメーカーである。

## 概要

### 事業内容
- 船舶用ディーゼル機関の製造販売
- 諸機械器具の製造販売

### 営業品目
- 内燃機関及びその部分品、付属品の設計、製造、修理及び販売
- 舶用機器及び海洋観測機器の設計、製造、修理及び販売並びに賃貸
- 工作機械、金属加工機械、土木・建設機械、運搬・輸送機械、試験機械、各種機械器具部品の設計、製造、修理及び販売並びに賃貸
- ロードローラ、タイヤローラ等建設工事用自動車の設計、製造、修理及び販売
- 公害防止機器、汚泥脱水等環境衛生装置の設計、製造、施工、修理及び販売
- 衛星利用測定装置、天体観測用機器の設計、製造、修理及び販売
- 鋳造品、鍛鋼製品の製造及び販売
- 動産・不動産の賃貸並びに管理
  - (出典:株式会社赤阪鐵工所のホームページを引用)

## 沿革
- 1909年（明治42年）- 創業者・赤阪音七が、焼津港の漁船の動力化及びその修繕のため、焼津漁業協同組合購買部に迎えられる。
- 1910年（明治43年）- 焼津生産組合の修繕工場を購入し、個人経営の赤阪鐵工所を設立。
- 1934年（昭和9年）- 株式会社赤阪鐵工所を組織。初代社長に赤阪音七が就任。
- 1937年（昭和12年）- 漁船の高出力化により、焼玉エンジンからディーゼルエンジンの製造に移行。
- 1942年（昭和17年）- 駿陽鋳造株式会社を合併統合し、赤阪鐵工所の鋳造工場とする。
- 1945年（昭和20年）- 太平洋戦争後、軍需工場としての事業から脱却。漁船をはじめ 一般船舶の高出力機関の開発を続ける。
- 1954年（昭和29年）- 900馬力過給器付のエンジンを開発。
- 1960年（昭和35年）- 三菱重工業のライセンスにより、大型の2ストロークディーゼルエンジンの製造販売を開始。
- 1967年（昭和42年）- UHS型1,000馬力エンジン完成。日本で初めて4ストロークエンジンの小型高出力化に成功。
- 1976年（昭和51年）- 省エネに対応した2弁式のディーゼル機関 DMシリーズを発表。
- 1980年（昭和55年）- 漁業不振が続き、事業の多角化を図る。これ以降、立体駐車機、トンネル掘削機、GPS自動操舵システムの開発などに着手。
- 1996年（平成8年）- 国際標準化機構ISO9001・NK品質システムの認証を取得。
- 2002年（平成14年）- ディーゼル機関AXシリーズを発表。
- 2005年（平成15年）- 豊田工場内にセンタービル完成。創業以来の生産馬力が累計で1,500万馬力となる。
- 2013年（平成25年）- ディーゼル機関累計生産台数10,000台達成。
- 2021年（令和3年）- 東京本社を千代田区有楽町から同区丸の内へ移転

## 業績
焼津港の漁船の動力化を推進することで、焼津漁港が東洋一の遠洋漁業の基地となった。また、漁船の動力化を全国に普及させることによって、日本独自の海洋文化を創設することとなる。

## こだわり

### 社名
赤阪‘鐵工’所の‘鐵’という字にこだわりを見せた。‘鉄’という字は、金を失うということで嫌った。

### 品質
「決して、船主や乗組員に迷惑をかけるような機械をつくってはならない。」という創業者の理念に従い、創業当初から品質にこだわりを見せた。
赤阪式ディーゼル機関を搭載させた船舶には創業者自らあるいは社員が乗り込み、徹底したデータを採った。そうした姿勢が舶用動力機関メーカーとしての信頼を勝ち得た。
このように、はやくから品質管理活動を取り入れ、地域産業のモデルとなる。